# Sweet Revenge
Sweet Revenge (с англ. — «Сладкая месть») — второй студийный альбом французской певицы Аманды Лир, выпущенный в 1978 году западногерманским лейблом Ariola Records. Альбом имел большой коммерческий успех, с него вышли такие европейские диско-хиты как «Follow Me» и «Enigma (Give a Bit of Mmh to Me)».

## Об альбоме
После большого успеха дебютного альбома Лир снова объединилась с Энтони Монном для работы над своим вторым альбомом. Sweet Revenge был записан между декабрем 1977 и февралем 1978 года на различных студиях в Мюнхене и Кёльне и состоял из основного диско-материала, со всеми текстами, написанными Лир. Альбом включает в себя элементы кабаре-музыки в «Comics» и рока в «The Stud». Все песни с первой стороны оригинального релиза представляют собой лирически связанное нон-стоп попурри, что делает Sweet Revenge концептуальным альбомом. Песни рассказывают историю «девушки, которая продала свою душу дьяволу и победила», как объяснила Аманда в примечаниях к альбому. Девушка поддаётся искушению Дьявола, который обещает ей славу и богатство, но в конце концов убегает и находит настоящую любовь с мужчиной, что является её «сладкой местью за предложение дьявола». В интервью 1997 года Лир назвала Sweet Revenge альбомом, которым она больше всего гордится.
Обложка альбома была разработана самой Амандой Лир. Фотографии, сделанные Денисом Таранто, отсылают к садомазохизму и изображают Аманду в роли доминатрикс с хлыстом. Другие фото изображают Лир в образе Марлен Дитрих, сидящую на бочке, одетую в чулки и цилиндр, что отсылает к образу Дитрих в её культовом фильме 1930 года «Голубой ангел». Сюда же прилагаются две фотографии Аманды, выступающей на концерте, а также фотография топлесс со съёмок в «Плейбое». К альбому прилагался большой плакат с изображением обложки и текстами песен, напечатанными на обороте.
«Follow Me» был выпущен в качестве ведущего сингла и вошел в первую десятку хит-парадов во многих европейских странах, включая третью строчку в Бельгии, Германии и Нидерландах. Песня с тех пор становится фирменной мелодией Лир. «Enigma (Give a Bit of Mmh to Me)» также была встречена с коммерческим успехом, а «Gold» стал незначительным хитом в Бельгии. «Run Baby Run» получил сингловый релиз, но не соответствовал успеху в чартах других синглов с альбома. Хит-сингл 1977 года «Queen of Chinatown», ранее доступный на дебютном альбоме Лир, был выпущен в качестве бонус-трека на итальянских изданиях Sweet Revenge. В Испании кассетная версия альбома была выпущена под названием Dulce Venganza.
Sweet Revenge сопровождался концертным туром, который был больше и сложнее, чем её предыдущие шоу. Промо-тур был также запущен в Соединенных Штатах, однако безрезультатно. Рекламная кампания снова сосредоточилась вокруг скандального образа секс-символа Аманды. Альбом был встречен коммерческим успехом, заняв место в топ-10 нескольких европейских чартов, в том числе № 4 в Германии, её самом успешном рынке в то время. Он был сертифицирован как золотой в Германии и Франции, за продажу 250 000 и 100 000 экземпляров соответственно. Это также её самый продаваемый альбом на сегодняшний день, с примерно четырьмя миллионами копий по всему миру.
Права на бэк-каталог Ariola-Eurodisc в настоящее время принадлежат Sony BMG Music Entertainment. Sweet Revenge был переиздан на CD в 1992 году, исключив большую часть визуального содержания оригинальной двойной обложки и синхронизируя все песни с первой стороны в один трек. В течение двух десятилетий Sweet Revenge оставался единственным оригинальным альбомом Ariola Аманды Лир, переизданным на компакт-диске по всему миру, пока её дебютный альбом I Am a Photograph не получил переиздание на компакт-диске в 2012 и 2013 годах.

## Список композиций
| №  | Название                               | Автор(ы)                  | Длительность |
| -- | -------------------------------------- | ------------------------- | ------------ |
| 1. | «Follow Me»                            | Энтони Монн, Аманда Лир   | 3:50         |
| 2. | «Gold»                                 | Чарли Риканек, Аманда Лир | 3:45         |
| 3. | «Mother, Look What They’ve Done to Me» | Энтони Монн, Аманда Лир   | 4:32         |
| 4. | «Run Baby Run»                         | Энтони Монн, Аманда Лир   | 3:45         |
| 5. | «Follow Me» (Reprise)                  | Энтони Монн, Аманда Лир   | 3:40         |

| №  | Название                           | Автор(ы)                  | Длительность |
| -- | ---------------------------------- | ------------------------- | ------------ |
| 1. | «Comics»                           | Чарли Риканек, Аманда Лир | 3:40         |
| 2. | «Enigma (Give a Bit of Mmh to Me)» | Райнер Пич, Аманда Лир    | 5:08         |
| 3. | «The Stud»                         | Райнер Пич, Аманда Лир    | 4:02         |
| 4. | «Hollywood Flashback»              | Энтони Монн, Аманда Лир   | 4:31         |

| №  | Название                                                                             | Автор(ы)                               | Длительность |
| -- | ------------------------------------------------------------------------------------ | -------------------------------------- | ------------ |
| 1. | «Follow Me / Gold / Mother, Look What They’ve Done to Me / Run Baby Run / Follow Me» | Энтони Монн, Чарли Риканек, Аманда Лир | 19:44        |
| 2. | «Comics»                                                                             | Чарли Риканек, Аманда Лир              | 3:40         |
| 3. | «Enigma (Give a Bit of Mmh to Me)»                                                   | Райнер Пич, Аманда Лир                 | 5:08         |
| 4. | «The Stud»                                                                           | Райнер Пич, Аманда Лир                 | 4:02         |
| 5. | «Hollywood Flashback»                                                                | Энтони Монн, Аманда Лир                | 4:31         |

## Позиции в хит-парадах
| Хит-парад (1978—1979)         | Высшая позиция |
| ----------------------------- | -------------- |
| Австралия (Kent Music Report) | 50             |
| Австрия (Ö3 Austria)          | 8              |
| Германия (Offizielle Top 100) | 4              |
| Италия (Musica e dischi)      | 9              |
| Нидерланды (Album Top 100)    | 9              |
| Франция (IFOP)                | 17             |

| Хит-парад (1978)              | Позиция |
| ----------------------------- | ------- |
| Австрия (Ö3 Austria Top 40)   | 14      |
| Германия (Offizielle Top 100) | 15      |
| Италия (Musica e dischi)      | 35      |
| Нидерланды (MegaCharts)       | 30      |

## Сертификации и продажи
| Регион | Сертификация | Продажи  |
| --- | ------------ | -------- |
| Германия (BVMI) | Золотой      | 250 000^ |
| Франция (IFOP) | Золотой      | 100 000^ |
| * Данные о продажах приведены только на основе сертификации. ^ Данные о тиражах приведены только на основе сертификации. |              |          |